# الجوهیلا
ال-جوهیلا یک منطقهٔ مسکونی در یمن است که در استان حضرموت واقع شده‌است.